# Жизнь в могиле
Жизнь в могиле (греч. Η ζωή εν τάφω) — первый роман, написанный писателем Стратисом Миривилисом, и один из самых популярных и знаковых романов греческой литературы 20 века. В романе, основанном на личных впечатлениях автора, пересказываются ужасы не только Первой мировой войны, но и всякой войны вообще. Сержант пехоты Антонис Костулас записывает в дневниковых письмах, которые он намеревается отправить любимой, свои переживания, мысли и чувства в период, когда он сражается на Македонском фронте в 1917 году.
В книжной форме произведение впервые было опубликовано в 1924 году, но окончательный вид приняло только в 7-м издании 1955 года. К 1990 году книга выдержала более 25 переизданий и разошлась тиражом более 120 000 экземпляров.
Произведение представляет собой первую часть трилогии Миривилиса со второй «Учительницей с золотыми глазами» (1933 г., малоазийский поход и катастрофа) и третьей частью «Пресвятая Горгона» (1948 г., прибытие беженцев из Малой Азии и обустройство на греческой земле).

## Сюжет
В романе мы читаем письма митилийского сержанта Антониса Костуласа к своей возлюбленной, которые были найдены в его гилио (солдатском мешке). Каждое письмо является главой книги.
Значительная часть книги составляет подробное реалистическое описание повседневной жизни в окопах, занятий солдат, их надежд и страстей, их стремлений и их мыслей, как самых банальных, так и самых благородных. В таком же реалистичном тоне описаны ужасающие санитарно-гигиенические условия, крысы, поедающие трупы солдат, крики раненых, ругань командиров, беспокойство при услышанном свисте снарядов и запахе пороха. При этом автор сострадательной и нежной рукой преподносит острые и идиллические картины мирной жизни и описания природы, нелепо раскрывающейся в сердце ада. Он чудесным образом показывает мышление и эмоции матерей обеих сторон по сравнению с глупостью и замкнутостью государственных деятелей и генералов.
«Речь идет не о героическом измерении войны, а об ужасающей реальности. Это ужас окопов, каким его испытал автор. Антивоенный посыл пьесы проступает через грубость реалистического описания, использующего ужас как средство отталкивания и уравнивающего всех людей, как друзей, так и врагов, под тяжестью сокрушения человеческого существования. С другой стороны, любовь к жизни, к человеку и его природной среде останется связующим звеном его мысли и всего его творчества, единственным противоядием, единственной надеждой против абсурда войны».

## Отзывы
Современники автора, его литературные коллеги отзывались о книге в самом лучшем свете. В частности, Элиас Венезис писал: «Видение, представленное в книге, обладает таким воображением и силой, что я не могу не вспомнить о подобных несравненных образах Апокалипсиса и некоторых сверхъестественных концепциях, которые вы находите в древнеазиатском искусстве».
Григориос Ксенопулос писал: «Я нахожу „Жизнь в могиле“ лучшим произведением, чем все эквиваленты европейской литературы, которые я читал». Наконец, поэт Иоаннис Грипарис писал: «Жизнь в могиле — это лучшая, самая высокая, самая совершенная проза, которую должна показать современная греческая проза с момента своего возникновения до наших дней».

## Издания на иностранных языках
Первым иностранным изданием романа стал вышедший в декабре 1932 года в Корче перевод на албанский язык Димитера Фало (алб. Jeta në varr). За ним последовал в апреле 1933 года французский перевод, над которым работали Антонис Протопацис и Луи Карль Боннар, книга вышла под названием «De profundis» (с лат. — «Из глубины»). Затем последовали сербский (1960, серб. Ẑivot u grobu, переводчик Душан Лазаревич), русский (1961, переводчики Г. Лазарева и Л. Тюрина), румынский (1963, рум. Viaţă în mormînt, переводчики Марчел Гафтон и Амалия Замбети), польский (1964, под названием De profundis, переводчик Никос Хадзиниколау), чешский (1965, чеш. Život v hrobe, переводчик Франтишек Штуржик) переводы, в том же 1965 г. вышел итальянский перевод Алессандро Манганаро под названием «Военные тетради сержанта Костулы» (итал. Quaderni di guerra del sergente Costula), и так далее. Английский перевод Питера Бина появился в 1977 году (англ. Life in the Tomb, с предисловием Питера Леви), немецкий — в 2015 году (нем. Das Leben im Grabe, переводчик Ульф-Дитер Клемм).

## Экранизации
В 2019 году на канале ERT вышел сериал «Жизнь в могиле».